# دومین PIN
دومین PIN (انگلیسی: PIN domain) یک دومین پروتئین است که طول آن ۱۳۰ اسید آمینه است و به‌صورت یک آنزیم نوکلئاز عمل می‌کند و آران‌ای تک‌رشته‌ای را می‌شکند.
این دومِـین پروتئینی، ۴ ریشهٔ اسیدی پایدار دارد. ساختارهای کریستالی نشان می‌دهند که این ریشه‌ها در یک جایگاه فرضی فعال، در کنار هم جمع می‌شوند. در یوکاریوت‌ها، این دومین در پروتئین‌هایی یافت می‌شود که در فراوری «آران‌ای ریبوزومی 18S» و همچنین فرایند سلولی Nonsense-mediated decay نقش دارند؛ مانند SMG5 و SMG6.
در پروکاریوت‌ها این دومین، بخشی از سیستم توکسین-آنتی‌توکسین است. این جایگاه‌ها به موجودات اینچنینی اجازه می‌دهد با شرایط سخت کمبود غذا سازگاری پیدا کنند.